# Granica północnomacedońsko-serbska
Granica północnomacedońsko-serbska – to granica międzypaństwowa dzieląca terytoria Macedonii Północnej i Serbii o długości 221 kilometrów.

## Przebieg
Granica ciągnie się od trójstyku granic Bułgarii, Serbii i Macedonii Północnej na wschodzie, biegnie w kierunku zachodnim przez góry Dukat, Kozjak, Skopska Crna Gora (Crni vrh 1219 m n.p.m.), Szar Płanina i dochodzi do styku granic Macedonii Północnej, Serbii (Kosowa) i Albanii – góra Golem Korab (2764 m n.p.m.).

## Historia
Granica powstała po proklamowaniu niepodległości przez Macedonię Północną w 1991 roku. Poprzednio była to wewnętrzna granica jugoslowianskich republik tj. Socjalistycznej Republiki Macedonii i Socjalistycznej Republiki Serbii.